# Château de la Bassetière
Le château de la Bassetière est situé en Vendée, sur la commune de Saint-Julien-des-Landes. Il s'agit d'une demeure ancestrale puisqu'il en est fait mention sur les cartes de Cassini. Le domaine même s'étendait autrefois sur un territoire de deux ou trois communes, mais, au fil du temps, s'est réduit à un grand parc, entouré de fermes diverses, comptabilisant près de 10 kilomètres carrés d'exploitations agricoles, de prés et de forêts.

## Histoire
L'histoire du château est intimement liée à celle de la famille qui l'occupe depuis près d'un demi-millénaire, les Morisson de la Bassetière, descendants d'un clan écossais (Morisson), venus en France pour la Guerre de Cent Ans. Si d'autres fiefs, comme la Sauzinière, la Naullière ou le Brandeau (Vairé) ont été perdus au fil du temps, celui de la Bassetière est resté propriété de cette famille jusqu'à aujourd'hui.

### L'Ancien Régime

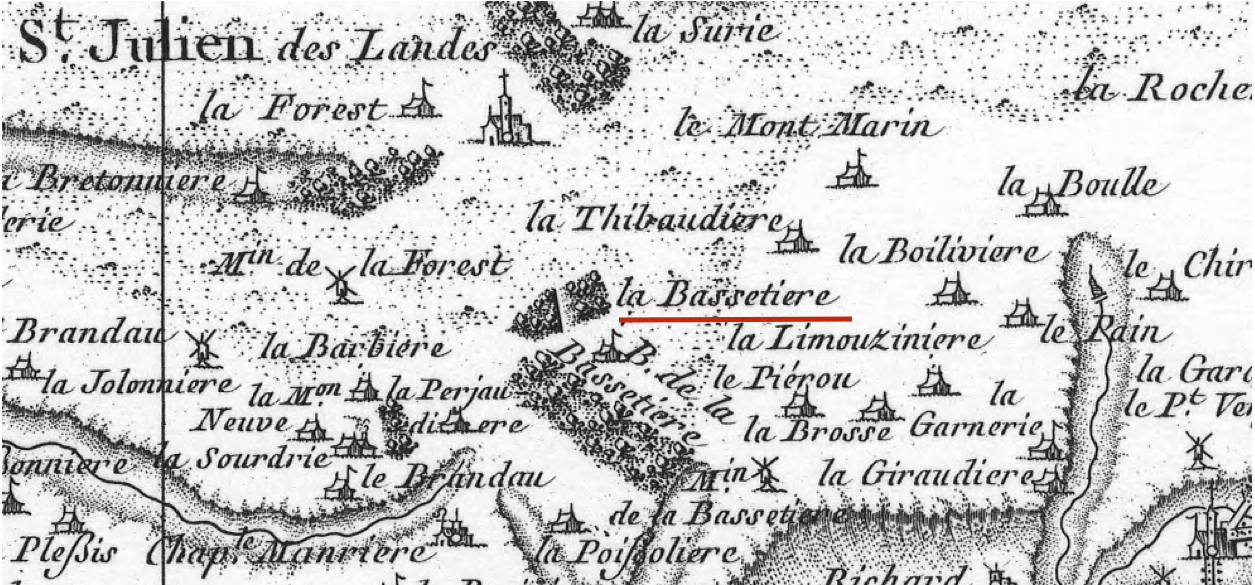
Sur cette carte de Cassini datant du XVIIIe siècle, le château et le bois de la Bassetière sont visibles

Comme le montre cette coupure de la carte de Cassini, la Bassetière existe déjà avant 1789. C'est à l'époque l'élément central d'un réseau de fermes et de châteaux subordonnés aux Morisson, qui, dès 1416 (premières traces de la présence de cette famille), régiront successivement, la Filotière (La Chapelle-Hermier), la Sauzinière pour la branche aînée et la Naullière pour la branche cadette.

### Depuis la Révolution française
Incendiée partiellement sous la Révolution, la Bassetière est reconstruite peu après par Constant Morisson de la Bassetière, bien qu'elle ait toujours conservé une aile du seizième. Dès lors, c'est le siège d'une importante exploitation agricole regroupant les fermes suivantes :
- La Ficheportière
- La Grande Bassetière
- La Petite Bassetière
- Le Rothais
- La Préjaudière
- Le Pierrou
- La Grande Poissolière
- La Petite Poissolière

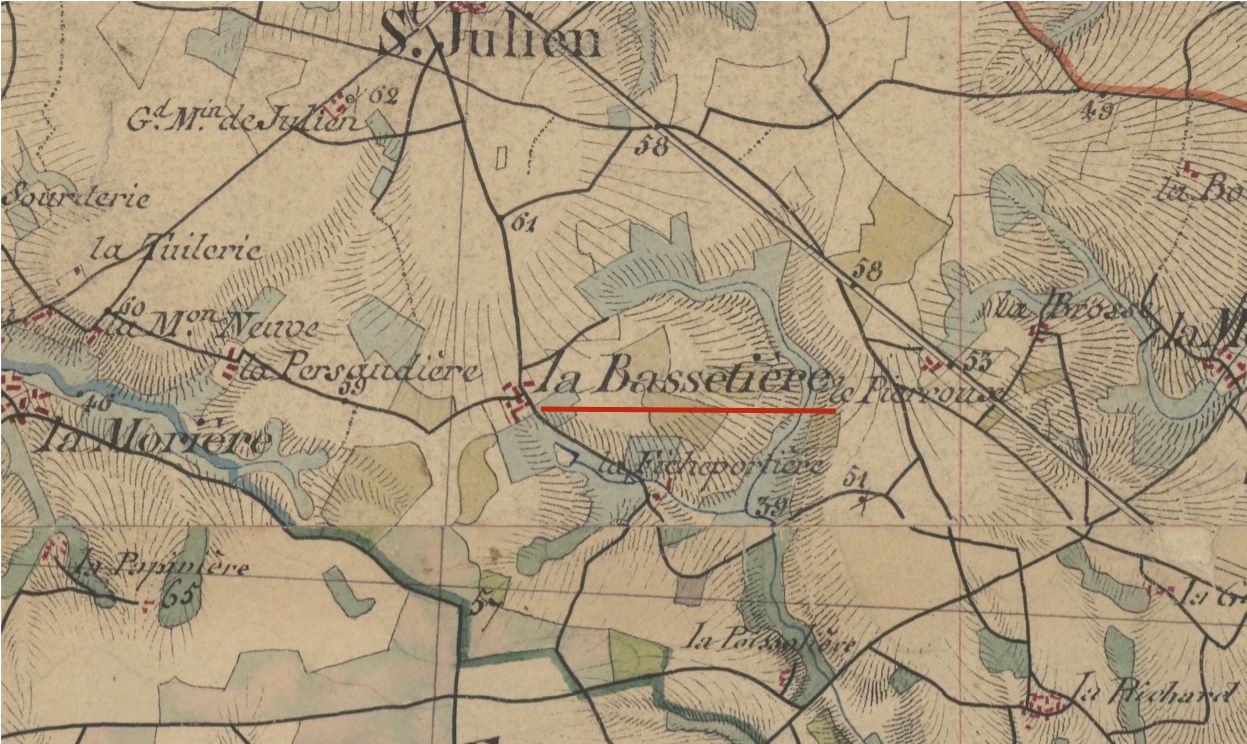
Sur cette carte d'État-Major du XIXe siècle, la Bassetière, son parc, bois et ses dépendances sont visibles.

À partir de la Restauration, les Morisson de la Bassetière bénéficient du titre de comte. Plusieurs maires de Saint-Julien-des-Landes en sont issus, ainsi que des conseillers d'arrondissement, des conseillers généraux ou même des députés (Louis et Édouard Morisson de La Bassetière.)
Il s'agit aujourd'hui d'une propriété privée. 

## Géographie du domaine
Le domaine de la Bassetière s'étend toujours sur des centaines d'hectares. Il est compris (en grande partie) entre les trois routes qui forment un triangle : la base, c'est la R.D. 54 de Vairé à La Mothe-Achard, le côté gauche, c'est la R.D. 55 de Vairé à Saint-Julien-des-Landes, le côté droit, c'est la R.D. 12 de Saint-Julien-des-Landes à La Mothe-Achard.
Comme dit précédemment, il comporte plusieurs fermes et un château. Au sud de cet ensemble s'étend un parc qui comprend entre autres un étang.